# Jednoduché úročení
Úročení rozdělujeme na složené a jednoduché úročení. Jednoduché úročení je základním typem úročení a používá se v případě uložení částky na dobu kratší než jeden rok (za to složené úročení se používá v případech, kdy úrokovací doba tvoří několik celých úrokovacích období několik celých let).

## Používané zkratky
Úrokovací doba se označuje písmenem t. V jednoduchém úročení bude vždy menší než 1
- pokud by hodnota byla rovna 1 nebo jakékoliv celočíselná doba, jednalo by se o složené úročení.
- pokud by hodnota nebyla celočíselná ale zároveň byla větší než 1, šlo by o kombinované úročení.

Počáteční jistina má zkratku {\displaystyle j_{o}} a jde o částku počátečního, základního vkladu. Vždy je úročena 100%.
Zvětšená jistina má zkratku {\displaystyle j_{t}} a jde o počáteční částku zvětšenou o úrok.
Úrok značený písmenem ú je peněžní částka kterou platí dlužník věřiteli za poskytnutí peněz.
Úroková sazba značená ve vzorci i je uvedena ve finančních tabulkách a odpovídá sazbě procentové. Musí být ovšem vyjádřena současně s uvedeným úrokovacím období.

## Vzorce
- Úrok: {\displaystyle {\acute {u}}=j_{o}\cdot i\cdot t}
- Doba úročení: {\displaystyle t={\frac {360\cdot {\acute {u}}}{j_{o}\cdot i}}}
- Sazba: {\displaystyle i={\frac {360\cdot {\acute {u}}}{j_{o}\cdot a}}}
- Jistina: {\displaystyle j_{o}={\frac {360\cdot {\acute {u}}}{i\cdot t}}}
- Zvětšená jistina: {\displaystyle ij_{t}=j_{o}({\frac {i\cdot d+1}{360}})}